# حلوى الشيطان
حلوى الشيطان (بالإنجليزية: The Devil's Candy)‏ هو فيلم رعب أمريكي تم إنتاجه في سنة 2015 وهو من إخراج شون بيرن وبطولة إيثان إمبري وشيري أبليبي و كيارا غلاسكو و بروت تايلور فينس. تم توزيع الفيلم مع قبل شركة آي إف سي فيلمز في سنة 2017.

## القصة
تتكلم قصة الفيلم عن شاب إسمه رايموند سميلي وبينما يسمع موسيقى مشؤومة يقوم بالتفاعل معها بغيتاره أمام الصليب، تقوم والدته بالدخول وتفصل الإيتار. لكن راي فيما بعد يستمر بعزف الموسيقى ألتي تقتلها. بعد ذلك يدخل رجل إلى المنزل فيرى امرأة ميتة.
يباع هذا المنزل فيما بعد إلى رسام إسمه جيسي هيلمان وزوجته أستريد وإبنتهما زوي. مالك المنزل يقول لهم أن المرأة ألتي كانت تسكن المنزل توفيت بعد سقوطها من الدرج، وأن زوجها قتل نفسه بسبب الصدمة. أما يقوم بإستجئار غرفه له في موتيل، حيث يعزف الموسيقى هناك وهو يصلي للشيطان. لكن بسبب الضوضاء ألتي يحدثها هناك، تأتي الشرطة لتأمره بأن يكف عن العزف فيتوقف عن ذلك.
أثناء سكنهم للمنزل يبدأ جيسي بسماع نفس الأصوات ألتي سمعها راي. فيبدأ برسم أشياء بالأبيض والأسود مع صليب مقلوب، وثم يقوم برسم الشيطان بلعال. يلتقي فيما راي بزوي ويعلمها العزف بالإيتار، أراد راي أن يأتي بزوي في غرفته لكن جيسي يكتشف ذلك فيرجعها إلى البيت.
بعد ذلك يشاهد جيسي وزوي راي وهو يعزف الإيتار أمام منزلهم، لكن جيسي يلاحقه ليوقف عزفه، يكتشف لاحقاً أن راي قد خطف ولد، وقد أسكنه في غرفته في الموتيل. تم يقوم بقتل الولد ويقوم بتقطيعه ويدفنه في في الغرفة، بعد أن شاهد جيسي ذلك، يقوم برسم وجوه أطفال مقتولين ومنهم وجه راي نفسه. وبينما ينشغل في عمله ينسى أن يحضر إبنته زوي من المدرسة وليرضيها يتركها لتعزف في غيتار راي، وثم يستمر جيسي في رسم الأطفال المقتولين مع وجه إبنته زوي وهي تحرق من قبل مخلوق أسود. تكتشف زوجته أستريد ذلك فترعب ويقول لها بأن هناك أطفال يصرخون في رأسه.
في تلك الليلة يتسلل راي إلى غرفة زوي ويقوم بتغطية فمها ويقول لها أنه يريدها، لكن راي يحاول تجنب أذيتها. زوي تقبل بأن تبقى صامتة لكن بعد ذلك تصرخ لتنبه أستريد وجيسي، لكن راي يهرب. يقوم الوالدان بإبلاغ الشرطة وألذي ينصحوهم بتغيير الأقفال.
بعد ذلك اليوم، يذهب ليونارد ليرى جيسي وهو يعمل. فيمتدحه لعمله ويطلب منه أن يصبح راعيه مع امتيازات يمنحها له. جيسي يلغي المقابلة بعد ذلك ليلحق بزوي أثناء خروجها من المدرسة، لكن سيارته تتعطل. فيذهب ركضاً إلى المدرسة، أما زوي في غرفة راي في الموتيل وهي مربوطة بإنبوب. راي يقول لزوي بأنه لم يعد يستطيع تمالك نفسه وأنها لن تستطيع الإفلات منه يقول لها أنها أحلى حلوى. وبينما يتحضر لقتلها، تحرر زوي نفسها وتهرب. جيسي وأستريد يبلغان الشرطة. تكتشف الشرطة قصص راي الإجرامية. راي يصف نفسه بأنه يخدم الشيطان وأنه يقتل الأطفال ليقدمهم كحلوى له.
راي يلاحق زوي إلى منزلها، أما جيسي وزوجته مع إثنين مع إثنين مع عناصر الشرطة يدخلون إلى منزلهم وأما جسي يدخل إلى صالته يفسد كل ما رسمه، يصل صالته. يصل راي بسيارته إلى منزل زوي ويصيب الشرطيين وجيسي ببندقيته وثم يصيب أيضاً أستريد ويربط زوي في الدرج. وثم يرش الغاسولين في المنزل وثم يحرقه. أستريد تظل حية فتذهب جيسي وتوقظه، ثم يذهب جيسي لغرفة زوي لقتال راي، وثم يقتل راي بغيتاره. ثم يأخذ زوي من هناك إلى الحديقة ليكتشف هناك حقائب الأطفال ألذين قتلهم راي أثناء سكنه في ذلك المنزل.

## البطولة
- إيثان إمبري بدور جيسي هيلمان
- شيري أبليبي بدور أستريد هيلمان
- كيارا غلاسكو بدور زوي هلمان
- بروت تايلور فينس بدور رايموند سميلي
- كرايغ ناي بدور المحقق
- ماركو بيريلا بدور الرقيب ديفيس
- توني أمندولا بدور ليونارد
- ليلاند أورسر بدور الواعظ
- أوريان ويست بدور العميل هرنانديز
- ميليندا روير بدور العميلة ويني

## التقييم
حصل الفيلم على تقييم 92% في موقع الطماطم الفاسدة بناءً على 40 مراجعة، وأثنى النقاد على الإثارة والرعب في الفيلم. في موقع ميتاكريتيك حصل الفيلم على درجة 72 من 100 وحصل على 10 مراجعا معظمها إيجابية.

## وصلات خارجية
- حلوى الشيطان على موقع IMDb (الإنجليزية)
- حلوى الشيطان على موقع ميتاكريتيك (الإنجليزية)
- حلوى الشيطان على موقع روتن توميتوز (الإنجليزية)
- حلوى الشيطان على موقع قاعدة بيانات الأفلام العربية
- حلوى الشيطان على موقع ألو سيني (الفرنسية)
- حلوى الشيطان على موقع أول موفي (الإنجليزية)
- حلوى الشيطان على موقع فيلمافينيتي (الإسبانية)
- حلوى الشيطان على موقع قاعدة بيانات الفيلم (الإنجليزية)
- حلوى الشيطان على موقع ليتربوكسد (الإنجليزية)
- حلوى الشيطان على موقع كينوبويسك (الروسية)

- حلوى الشيطان على قاعدة بيانات الأفلام على الإنترنت